# Jackson Erdmann
Jackson Marcus Erdmann (* 20. Januar 1997 in Northfield, Minnesota) ist ein ehemaliger US-amerikanischer American-Football-Spieler auf der Position des Quarterbacks. Er spielte für die Penn State Nittany Lions und die Saint John’s Johnnies College-Football. In der Saison 2022 stand er bei den Vienna Vikings in der European League of Football (ELF) unter Vertrag. Erdmann galt als klassischer Pocket Passer.

## Werdegang

### Jugend
High School
Erdmann begann bereits als Kleinkind mit Gridiron Football. Nachdem er Flag Football und Jugend-Football gespielt hatte, war er auch an der Middle School im Football-Team. Anschließend kam er an der Rosemount High School für die Irish drei Saisons als Starting Quarterback zum Einsatz und fungierte dort in seinem Senior-Jahr auch als Team-Kapitän. Im Winter 2013/14 erkrankte Erdmann an einer infektiösen Mononukleose, in deren Folge eine akute Kleinhirnataxie diagnostiziert wurde. Dies führte unter anderem dazu, dass Erdmann weder gehen, stehen noch aufrecht sitzen konnte. Nach mehreren Monaten verschwanden die Symptome, sodass er den Sport weiter ausüben konnte. In seiner letzten Saison für die Irish 2014 erzielte er 2.044 Passing Yards und 24 Touchdowns bei vier Interceptions. In der ersten Runde der High School Playoffs brach er sich das linke Wadenbein und konnte so das knappe Ausscheiden der Irish nicht verhindern. Nach der Saison wurde Erdmann unter anderem als Pioneer Press Player of the Year sowie als historisch erster Athlet zum zweiten Mal als South Suburban Conference Offensive Player of the Year ausgezeichnet. Darüber hinaus war er Finalist beim Minnesota Mr. Football Award. Erdmann brach an seiner High School die Schulrekorde für die meisten Passing Yards, Completions und Touchdowns. Seine dreijährige High-School-Laufbahn schloss er mit insgesamt 4.490 Passing Yards, 54 Touchdowns und einer 25-5 Bilanz als Starter ab.
College
Zur College-Saison 2015 wurde Erdmann von der Pennsylvania State University rekrutiert. In seiner Freshman-Saison nahm er als Redshirt nicht am Spielbetrieb teil. Nachdem die Saison für die Nittany Lions unbefriedigend verlaufen war, reagierte die Universität mit einer Umstrukturierung des Coaching Staffs. Damit ging auch eine Neuausrichtung der Offensive einher, in die Erdmann in der Folge nicht mehr passte. Daher entschloss er sich zu einem Transfer an die Saint John’s University in Collegeville, die bereits 2015 an ihm interessiert gewesen war. In den folgenden Jahren spielte Erdmann daher in der Minnesota Intercollegiate Athletic Conference (MIAC) der NCAA Division III für die Johnnies College-Football. Am 3. September 2016 gab er beim Spiel gegen das St. Scholastica College sein Debüt für die Johnnies und führte dabei sein Team mit drei Touchdown-Pässen auf Anhieb zu einem deutlichen Sieg. Mit den Johnnies erreichte Erdmann die zweite Runde der Division-III-Championship, in der er das statistisch schwächste Spiel der Saison aufwies und mit seinem Team ausschied. In der folgenden Saison verloren die Johnnies bereits in der ersten Play-off-Runde. Nach 1.732 Passing Yards und 24 Touchdowns in der regulären Saison wurde er 2017 jedoch erstmals in das All-MIAC Team berufen. In der Saison 2018 führte Erdmann die Johnnies zum Conference-Titel sowie in das Viertelfinale der Play-offs, in denen die Johnnies den Mary Hardin–Baylor Crusaders knapp unterlagen. Erdmann warf dabei in 13 Spielen 47 Touchdown-Pässe bei acht Interceptions und wies mit einer Passkomplettierungsquote von 65,1 % die beste Quote der NCAA Division III auf. Darüber hinaus führte er die Division auch in Touchdowns und zu verantworteten Punkten an, während er zudem Dritter bei den Yards pro Passversuch und Vierter bei den Passing Yards war. Diese Leistungen haben ihm mehrere Auszeichnungen eingebracht, darunter die Wahl zum D3football.com West Region Offensive Player of the Year 2018, zum MIAC Most Valuable Player 2018 und die erneute Wahl in das All-MIAC First Team. Als bedeutendste Auszeichnung bekam er zudem die Gagliardi Trophy als herausragendster Spieler der NCAA Division III verliehen. Zudem wurde er im April 2019 mit dem Bobby Bell Award der Minnesota Chapter of the National Football Foundation (NFF) ausgezeichnet, der an den Spieler des Bundesstaates verliehen wird, der in seiner jeweiligen Division die größte Wirkung erzielt hat. Erdmann war der dritte Division-III-Athlet, der diese Auszeichnung erhielt.

“The one I’d say I’m most proud of is the Gagliardi Award, which is essentially the DIII Heisman. It’s not just football skill and activity, but academic, community involvement and off the field. That’s what St. John’s strives for. It’s the epitome of being a Johnnie so I’m definitely proud of that one.”

„Die Auszeichnung, auf die ich am meisten stolz bin, ist der Gagliardi Award, der quasi der DIII Heisman ist. Dabei geht es nicht nur um footballerisches Können und Leistung, sondern auch um die akademische Ausbildung, das Engagement in der Gemeinde und die Arbeit außerhalb des Spielfelds. Das ist es, wonach St. John’s strebt. Das ist der Inbegriff des Johnnie-Seins, also bin ich definitiv stolz darauf.“

In seinem Senior-Jahr 2019 konnte Erdmann an die Vorsaison anknüpfen und erneut einige Erfolge erzielen. So erreichte er mit seinem Team nach einem weiteren Conference-Titel das Halbfinale um die Division-III-Championship, in dem die Johnnies knapp den Wisconsin–Whitewater Warhawks unterlagen. Erdmann trug mit 5.040 Passing Yards und 47 Touchdowns erheblich zu diesem Ergebnis bei. Daher war er erneut unter den Finalisten für den Gagliardi Award. Erdmann beendete seine College-Laufbahn mit zwölf Offensivrekorden, darunter die MIAC-Rekorde für Passing Yards (11.639) und Touchdowns (139).

### Herren
Im Vorfeld des NFL Drafts 2020 wurden Erdmann Chancen ausgerechnet, von einem Franchise gezogen zu werden. Allerdings nahmen die Absagen einiger Pro Days dem ehemaligen Division-III-Quarterback die Möglichkeit, sich zu beweisen. Schließlich wurde er von keinem Franchise ausgewählt und bekam auch als Undrafted Free Agent keinen Vertrag. Stattdessen schloss er sich den Blues aus der Scouting- und Entwicklungsliga „The Spring League“ an, die ihre Saison 2020 ebenfalls im Herbst abhielten. Aufgrund der Covid-19-Pandemie musste die Saison jedoch nach wenigen Wochen abgebrochen werden. Im Frühjahr 2021 spielte er in der Fan Controlled Football League, einer indoor ausgetragenen Liga. Dort kam er lediglich für die Wild Aces zum Einsatz, die ihn mit einem Franchise Tag versahen. Obwohl Erdmann zwischenzeitlich aufgrund einer Schulterverletzung ausfiel, erreichten die Wild Aces das Finale um die historisch erste FCF-Championship, die sie mit einem Sieg gegen die Glacier Boyz holten. Erdmann trug als Schlüsselfaktor mit 284 Passing Yards und sechs Touchdowns sowie weiteren 39 Rushing Yards und einem Touchdown zum Gewinn der Meisterschaft bei. Anschließend nahm Erdmann am Minnesota NFL Pro Day teil. Im Sommer 2021 wurde Erdmann sowohl von den Minnesota Vikings als auch den Chicago Bears zu mehreren Trainingseinheiten eingeladen, letztlich aber nicht unter Vertrag genommen.
Am 24. Dezember 2021 gaben die Vienna Vikings die Verpflichtung Erdmanns für die Saison 2022 der European League of Football bekannt. Mit den Vikings gewann er in seiner ersten Saison das ELF Championship Game in Klagenfurt.

## Statistiken
| Jahr                                                                      | Team                  | Spiele | Passspiel | Passspiel | Passspiel | Passspiel | Passspiel | Passspiel | Passspiel | Passspiel | Laufspiel | Laufspiel | Laufspiel | Laufspiel |
| Jahr                                                                      | Team                  | Spiele | Cmp       | Att       | Qte       | Yds       | Avg       | TD        | Int       | Rtg       | Att       | Yds       | Avg       | TD        |
| ------------------------------------------------------------------------- | --------------------- | ------ | --------- | --------- | --------- | --------- | --------- | --------- | --------- | --------- | --------- | --------- | --------- | --------- |
| College Division III                                                      |                       |        |           |           |           |           |           |           |           |           |           |           |           |           |
| 2016                                                                      | Saint John’s Johnnies | 08     | 088       | 0146      | 60,3 %    | 01290     | 08,8      | 020       | 06        | —         | 041       | 116       | 2,8       | 0         |
| 2017                                                                      | Saint John’s Johnnies | 11     | 129       | 0209      | 61,7 %    | 01859     | 08,9      | 025       | 04        | —         | 044       | -15       | -0,3      | 2         |
| 2018                                                                      | Saint John’s Johnnies | 13     | 224       | 0344      | 65,1 %    | 03450     | 10,0      | 047       | 08        | —         | 060       | 176       | 2,9       | 1         |
| 2019                                                                      | Saint John’s Johnnies | 14     | 313       | 0489      | 64,0 %    | 05040     | 10,3      | 047       | 10        | —         | 077       | 060       | 0,8       | 1         |
| College Gesamt                                                            | College Gesamt        | 46     | 754       | 1188      | 63,5 %    | 11639     | 09,8      | 139       | 28        | —         | 222       | 337       | 1,5       | 4         |
| European League of Football                                               |                       |        |           |           |           |           |           |           |           |           |           |           |           |           |
| 2022                                                                      | Vienna Vikings        | 14     | 245       | 400       | 61,1 %    | 3314      | 13,5      | 27        | 16        | 93,48     | 31        | 89        | 2,9       | 1         |
| ELF Gesamt                                                                | ELF Gesamt            | 14     | 245       | 400       | 61,1 %    | 3314      | 13,5      | 27        | 16        | 93,48     | 31        | 89        | 2,9       | 1         |
| Quellen: gojohnnies.com, miacathletics.com, stats.europeanleague.football |                       |        |           |           |           |           |           |           |           |           |           |           |           |           |

## Privates
Erdmann ist der Sohn von Jeff und Ruth Erdmann. Er hat zwei Schwestern. Seine Großmutter Ursula wurde in Wien geboren und wuchs in Deutschland auf. Sein Vater, der selbst am Gustavus Adolphus College in Minnesota Football spielte, war an der Rosemount High School sein Headcoach im Football-Team. An der St. John’s University studierte Erdmann den Studiengang „Global Business Leadership“. Erdmanns Spitzname ist Jerdy, weshalb auf seinem Trikot bei der FCF auch der Name „Jerdydude“ stand. Er ist Produzent des Podcasts Straight Candid.